# Ельжбеткув
Ельжбеткув (пол. Elżbietków) — село в Польщі, у гміні Поґожеля Гостинського повіту Великопольського воєводства.
Населення — 226 осіб (2011).
У 1975-1998 роках село належало до Лешненського воєводства.

## Демографія
Демографічна структура станом на 31 березня 2011 року:
|          | Загалом | Допрацездатний вік | Працездатний вік | Постпрацездатний вік |
| -------- | ------- | ------------------ | ---------------- | -------------------- |
| Чоловіки | 108     | 22                 | 73               | 13                   |
| Жінки    | 118     | 21                 | 70               | 27                   |
| Разом    | 226     | 43                 | 143              | 40                   |